# Église domestique

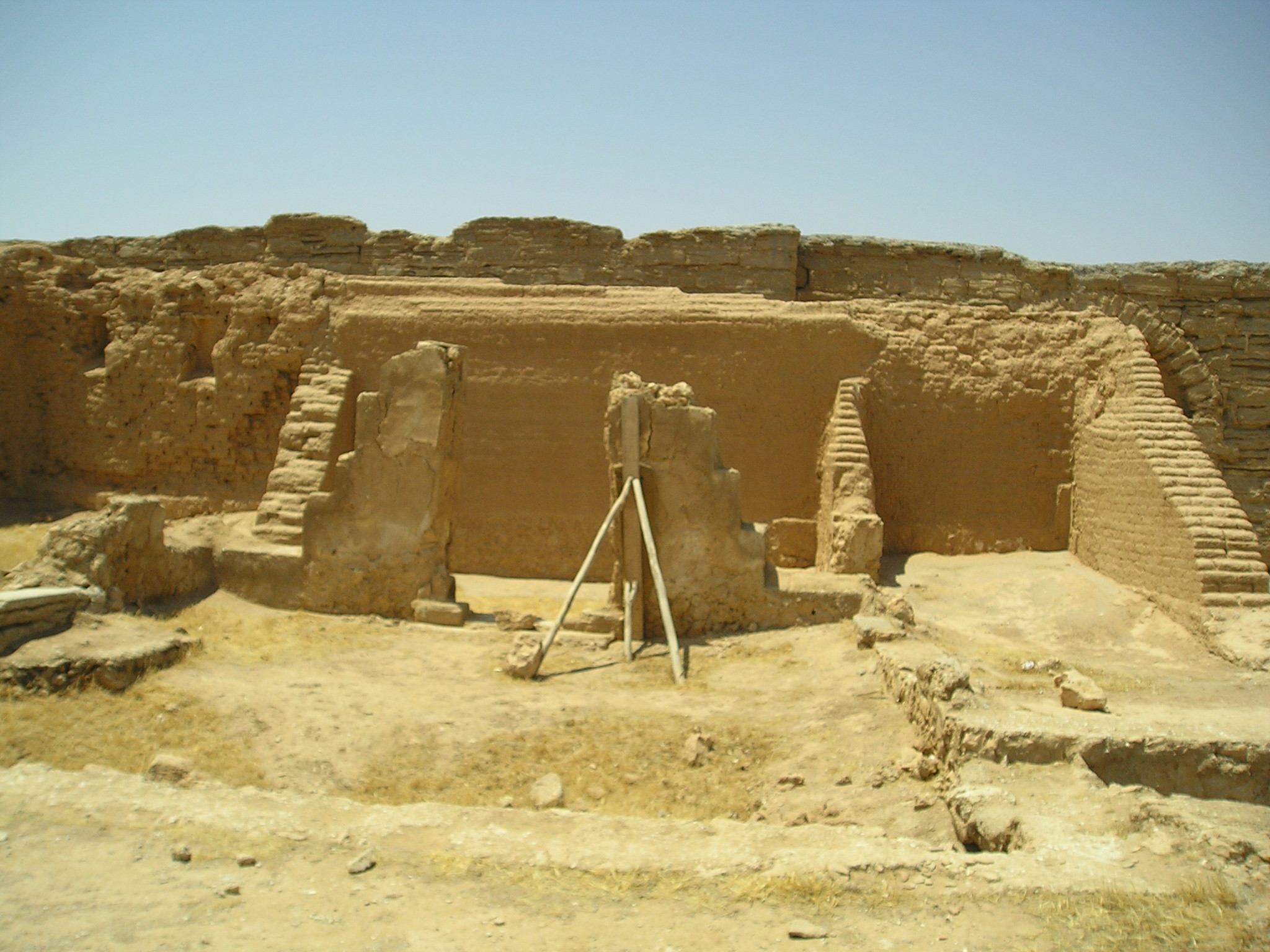
Domus ecclesiæ de Doura Europos.

Une église domestique, est un lieu de culte chrétien aménagé dans une maison. 

## Histoire

### Origines
Dans l’Église primitive, en raison des persécutions des chrétiens dans la Rome antique, les cultes se déroulaient principalement dans des maisons privées, comme le décrit le livre des Actes des Apôtres, qui évoquent, par exemple, la maison de Marie de Jérusalem. Ça été le cas jusqu'à la légalisation du christianisme par les empereurs Constantin Ier et Licinius en avril 313 avec l’édit de Milan. Dans certains cas, d'anciennes maisons ont pu devenir en partie ou en totalité des lieux de culte chrétiens ; on parle alors de domus Ecclesiae, maisons de l'Église, puisqu'elles accueillait l'ecclesia, la communauté religieuse. C'est le cas de la Domus ecclesiae de Doura Europos.

### XXeetXXIesiècles
Au courant des XXe et XXIe siècles, de nouvelles interdictions de culte pour les chrétiens, la complexité d'obtention d'autorisations gouvernementales, et les persécutions des chrétiens principalement dans certains pays du monde qui appliquent la charia ou le communisme, ont fait que les églises de maison ont continué à être la seule option de nombreux chrétiens pour vivre leur foi en communauté ,,,. Par exemple, il y a des mouvements évangéliques d'églises de maison en Chine . Les rencontres ont ainsi lieu dans des maisons privées, en secret et dans « l'illégalité ».
Aux Etats-Unis, des mouvements issus du protestantisme veulent revenir aux églises de maison du christianisme primitif; ils emploient diverses dénominations, comme 'églises simples' ou 'églises organiques'.